# 菜寮駅
菜寮駅（さいりょうえき）は台湾新北市三重区にある台北捷運新荘線（中和新蘆線）の駅。駅番号はO14。

## 歴史
- 2012年1月5日 - 新荘線伸延開業[1]。

## 駅構造
地下2階に島式ホーム1面2線がある地下駅:頁97-98。ホーム上には開業時からフルスクリーンタイプのホームドアが設置されている。出口は3つある:頁97-98。

### 駅階層
| 地面      | 出入口                               | 出入口                                             |
| 地下 一階 | コンコース                           | コンコース、案内所、自動券売機、自動改札機、トイレ |
| 地下 二階 | 1番線                                | ←■中和新蘆線 迴龍方面（三重駅）                    |
| 地下 二階 | 島式ホーム、車両左側のドアが開閉する |                                                    |
| 地下 二階 | 2番線                                | →■中和新蘆線 南勢角方面（台北橋駅）→               |

### 駅出口
出口1は駅の北側、出口2・3は駅の南側にある。
- 出口1：重新路三段
- 出口2：三重簡易庭
- 出口3：三重中山芸術公園

## 利用状況
| 年   | 年間      | 年間      | 年間      | 年間  | 日平均 | 日平均 |
| 年   | 乗車      | 下車      | 乗下車計  | 出典  | 乗車   | 乗下車 |
| ---- | --------- | --------- | --------- | ----- | ------ | ------ |
| 2012 | 1,937,540 | 1,878,435 | 3,815,975 | [ 4 ] | 5,352  | 10,541 |
| 2013 | 2,440,872 | 2,326,902 | 4,767,774 | [ 4 ] | 6,687  | 13,062 |
| 2014 | 2,802,114 | 2,672,765 | 5,474,879 | [ 4 ] | 7,677  | 15,000 |
| 2015 | 3,072,501 | 2,944,152 | 6,016,653 | [ 4 ] | 8,418  | 16,484 |
| 2016 | 3,323,511 | 3,207,697 | 6,531,208 | [ 4 ] | 9,081  | 17,845 |
| 2017 | 3,373,339 | 3,325,929 | 6,699,268 | [ 4 ] | 9,242  | 18,354 |
| 2018 | 3,449,004 | 3,399,210 | 6,848,214 | [ 4 ] | 9,449  | 18,762 |
| 2019 | 3,569,929 | 3,529,864 | 7,099,793 | [ 4 ] | 9,781  | 19,451 |
| 2020 | 3,301,684 | 3,286,338 | 6,588,022 | [ 4 ] | 9,021  | 18,000 |
| 2021 | 2,635,046 | 2,631,985 | 5,267,031 | [ 4 ] | 7,219  | 14,430 |

## 駅周辺
- 三重中山路郵便局
- 三重区公所
- 新北市警察局三重分局
- 新北市立病院（三重院区）
- 板橋地方法院三重簡易庭
- 三重体育場（2017年夏季ユニバーシアードサッカー試合会場）
- 三重区総合体育館
- 林栄三文化公益基金会（本駅と台北橋駅の間）
- 国光客運三重站
- YouBike（新北市公共自転車（中国語版））捷運菜寮駅(3号出口)

## 画像

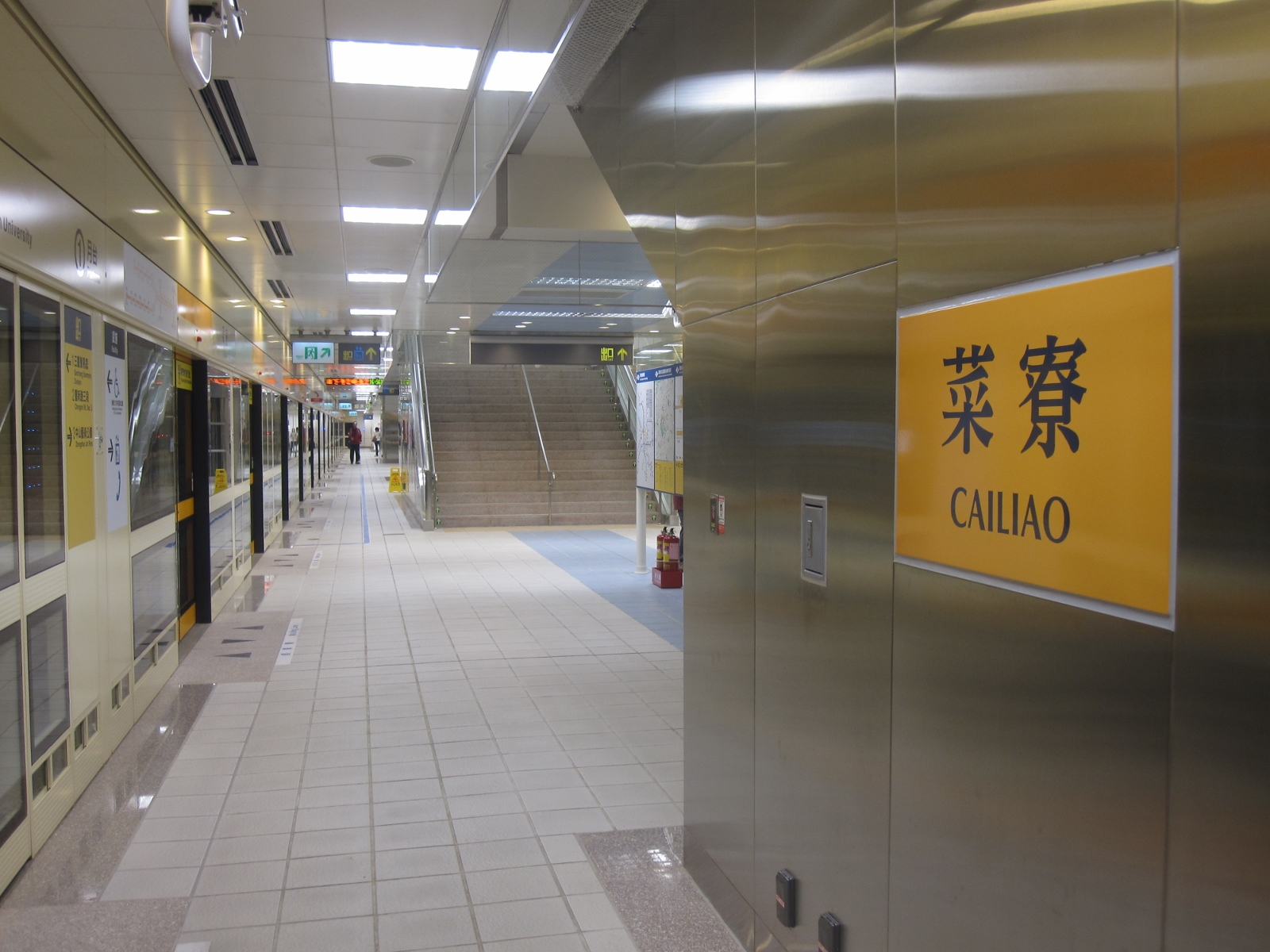
駅名標とホーム
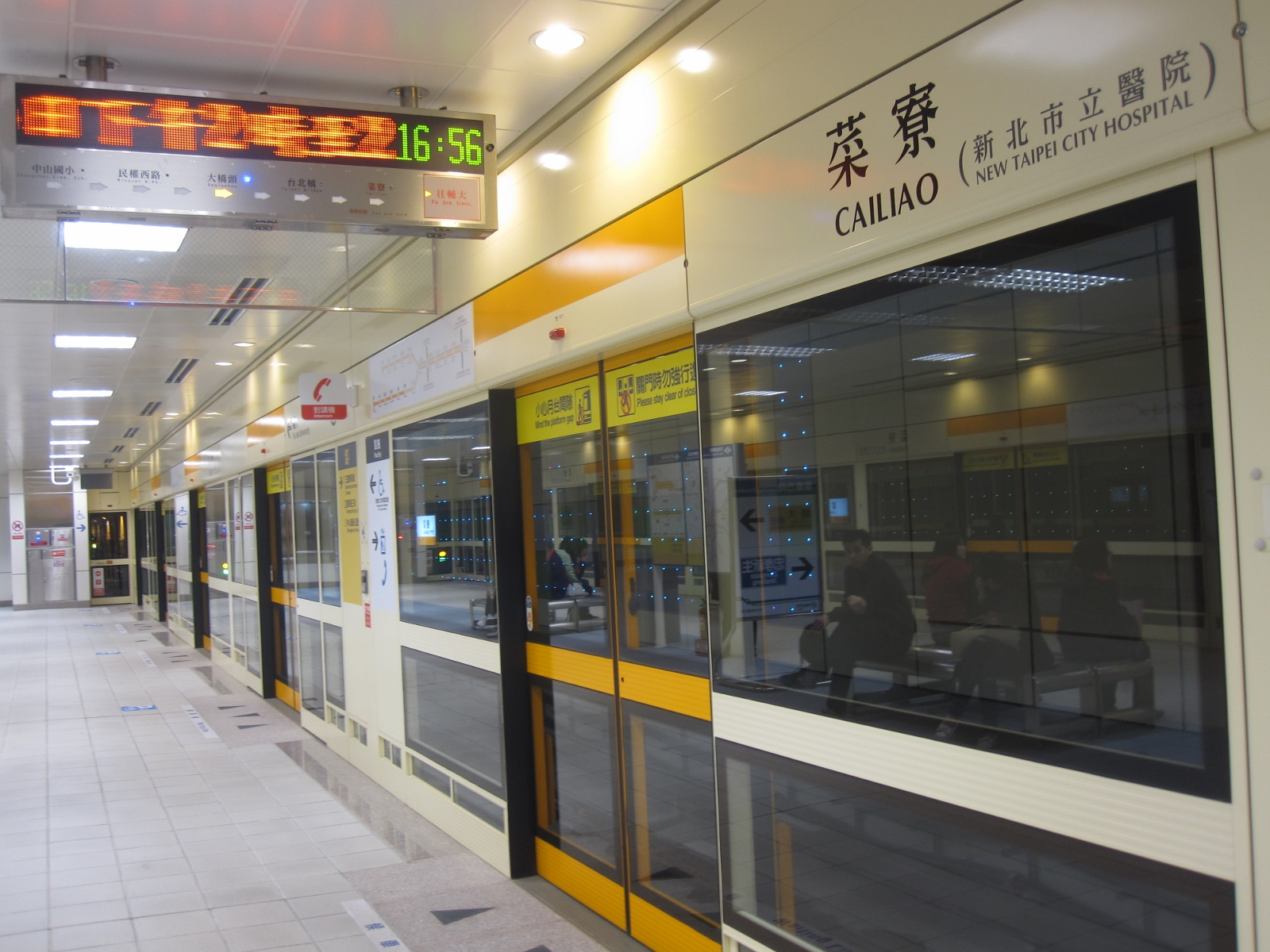
1番線
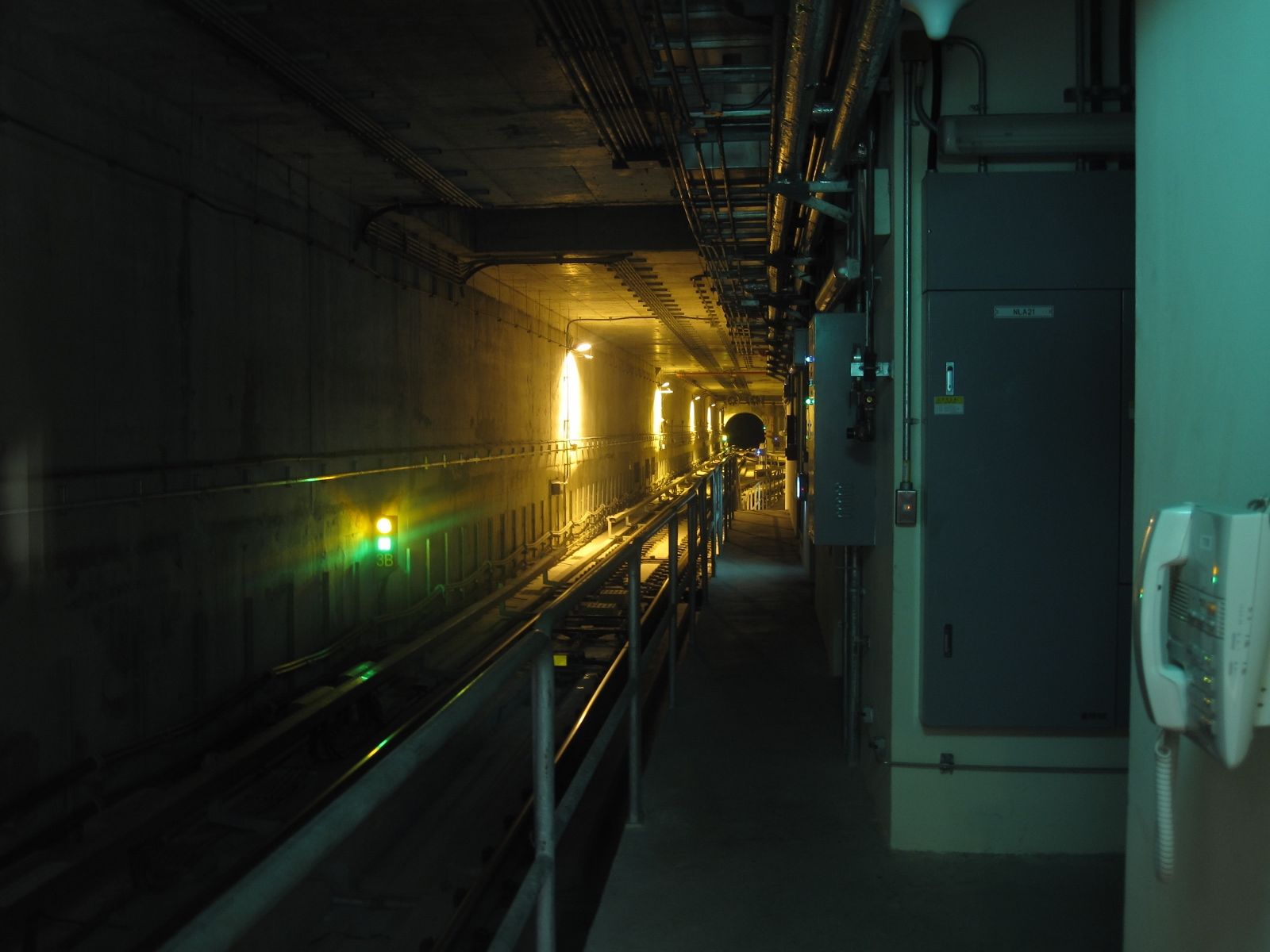
駅トンネル

## 隣の駅
台北捷運
■新荘線
三重 O15 - 菜寮駅 O14 - 台北橋駅 O13